# Рагтайм (книга)
„Рагтайм“ е роман на Едгар Лорънс Доктороу, издаден през 1975 г.
Жанрово тази творба се определя като историческа измислица. Действието се развива основно в района на Ню Йорк от около 1900 г. до включването на САЩ в Първата световна война през 1917 г. С уникална адаптация на жанра на историческия разказ с подривната тенденция на 70-те години на XX век, книгата съчетава художествени и исторически личности в рамка, която се върти около събития, герои и идеи важни в американската история.
През 1998 г. Modern Library поставя Рагтайм под номер 86 в списъка си със 100 най-добри книги, написани на английски. Списание Time включва книгата в своята класация на 100 най-добри книги, написани на английски, от 1923 до 2005 г.

## Влияния
Колхаус Уокър е свързан с немската новела Михаел Колас от Хайнрих фон Клайст, издадена през 1811 г. Тази част от книгата, разказваща за унижението на Колхаус и неговото изключително небалансирано търсене на достойно извинение, следва съвсем отблизо сюжета и детайлите на по-ранната творба. Връзката се признава от Доктороу, но е въпрос на мнение сред критиците дали става дума за литературна адаптация или плагиатство.

## Значение
Книгата е номинирана за наградата „Небюла“ за най-добър роман. Печели наградата за белетристика на Националния кръг на литературните критици през 1975 и наградата на Американската академия за изкуства и писмена през 1976 г.
Книгата Постмодернизъм или културната логика на късния капитализъм на Фредерик Джеймисън посвещава 5 страници на Рагтайм, за да илюстрира кризата на историографията и устойчивостта (и съпротивата) ѝ срещу интерпретацията.

## Адаптации
Романът е филмиран през 1981 година и адаптиран за мюзикъл през 1998 г.